# Ala estudiantil
Un ala estudiantil es un frente subsidiario, autónomo o aliado independiente de una organización más grande que se forma para reunir el apoyo de los estudiantes y centrarse en cuestiones específicas de los estudiantes, generalmente de los que asisten al colegio o la universidad. Las alas estudiantiles también pueden ser foros de discusión para que los miembros estudiantes y simpatizantes de la organización debatan políticas e ideologías.

## Ejemplos

### Argentina
En Argentina se pueden encontrar tres ejemplos históricos de la ala estudiantil de un partido político, por parte del Peronismo a La Juventud Universitaria Peronista, Movimiento Nacional Reformista brazo del Partido Socialista y del Radicalismo a Franja Morada; estas mismas alas estudiantiles participaron en distintos reclamos históricos, junto a movilizaciones masivas. También se pueden mencionar alas estudiantiles ya extintas como lo fueron Unión de Estudiantes Nacionalistas Secundarios, Unión para la Apertura Universitaria.  Hoy en día en Argentina se pueden encontrar muchas alas estudiantiles, además de las ya consolidadas y hegemónicas, de los distintos partidos políticos surgidos en este último tiempo debido a la paulatina extinción del sistema bipartidista en el país. Entre ellas se encuentran: la Corriente Estudiantil Popular Antiimperialista, brazo del Partido Comunista Revolucionario, La Efervescente, el ala estudiantil de Leandro Santoro, también La Mella y Emergente, alas universitarias de Frente Patria Grande, la última representando la "Izquierda Popular", Libres de La Libertad Avanza, No Pasarán de Myriam Bregman; estas alas estudiantiles forman parte de la discusión educativa, en las elecciones de sus respectivos establecimientos ya sea en secundarios o universitarios.

### Chile
En chile se pueden encontrar alas estudiantiles como Democracia Cristiana Universitaria del partido Partido Demócrata Cristiano, esta misma tuvo un peso clave en distintas elecciones de la Federación de Estudiantes de la Universidad de Chile y en la política chilena, también esta Estudiantes PPD ala del Partido por la Democracia, Brigadas Universitarias Socialistas del  Partido Socialista de Chile, Grupos Universitarios Radicales es el brazo estudiantil del Partido Radical de Chile, Estudiantes Liberale del Partido Liberal de Chile (2013), Frente Estudiantil FA del Frente Amplio (partido político de Chile), las ya mencionadas tuvieron un rol esencial en las manifestaciones y protestas estudiantiles, en la lucha por la democracia.

### España
España tiene distintas alas estudiantiles como lo son Agrupación Socialista Universitaria, Ikasle Abertzaleak, Agrupació Nacionalista Escolar, Campus joven del Partido Socialista Obrero Español, Sindicato Español Universitario, Agrupación Escolar Tradicionalista, algunas de estas alas estudiantiles fueron perseguidas por el Franquismo y formaron parte fundamental en la protesta y lucha por los derechos estudiantiles.

## Distinciones

### De alas juveniles
Las alas estudiantiles son distintas de las alas juveniles, ya que las primeras no se establecen necesariamente sobre una base general joven. 

### De facciones políticas
Las alas estudiantiles normalmente no se consideran facciones de un partido político, ya que las alas estudiantiles generalmente están pensadas como extensiones enfocadas en los estudiantes de la política y la ideología del partido, en lugar de ser ideologizadas de manera diferente del liderazgo del partido en sí.